# علي أباد كتول
علي أباد كتول (بالفارسية: علی‌آباد کتول) هي مدينة تقع في إيران في غلستان. يقدر عدد سكانها بـ 46,183 نسمة .